# 花換まつり

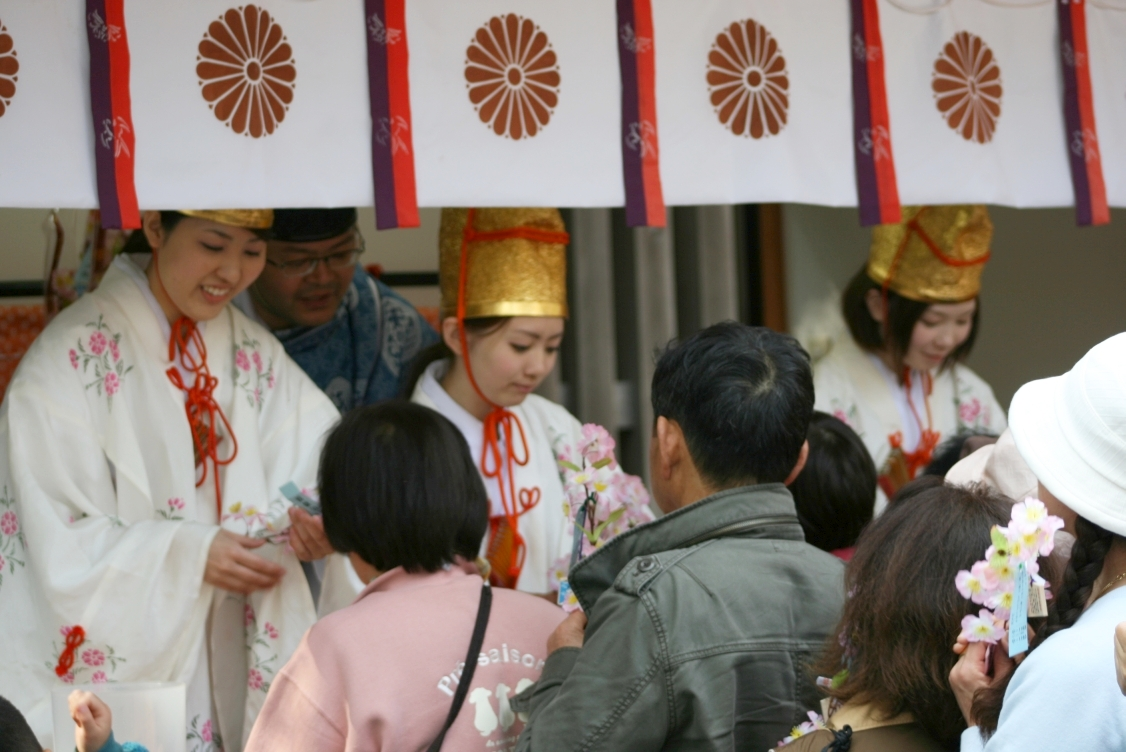
花換まつり　福娘と桜の小枝を交換

花換まつり（はなかえまつり）とは、敦賀市金ヶ崎町で4月に行われる花見イベントである。

## 概要
「男女が花（桜）を交換すると幸せになる」という言い伝えがイベント化したものである。また単に桜を鑑賞する春の観光・イベントである。毎年募った福娘から花を交換することで恋愛祈願となる（花は祈願後もらえる）。
桜が敦賀港駅そばの天筒山の斜面に面した階段と金ヶ崎宮周辺に集中しているため春は混雑する。最近になって駐車場が整備され、これにより階段へのアクセスが改善された。金ヶ崎の高台からは港や町並みを望むことができる。また夜間はライトアップされるので夜桜見物もできる。

## その他
- 市民が桜の木のオーナーとなって市内各地に桜の木を植えることで、観光資源にしようとする計画がある。